# عبد الحميد العلوجي
عَبْد الحميد العلوجي مؤرخ عراقي من أهل بغداد.

## ترجمته
الباحث العراقي عبد الحميد العلوجي ( أو العلوه جي ) باحث موسوعي بغدادي من مواليد الكرخ منطقة الجعيفر سنة 1924 خريج كلية الحقوق البغدادية.

## مؤلفاته
المطبوعة:
- السوانح في الأحداث الوطنية 1922.
- خروج العرب من الأندلس 1940.
- مآثر العرب والإسلام في القرون الوسطى 1940.
- بقايا الفرق الباطنية في مدينة الموصل 1950.
- الضحايا الثلاثة 1955.
- اسرار الكفاح في الموصل (جـ1).
- جـغرافية جزيرة العرب 1965.
- الانساب والاسر (جـ1) 1965.
- ثورتنا في شمال العراق (جـ1) 1966.
- الملك الراشد عبد العزيز آل سعود 1953.[4]

## وصلات خارجية
- عبد الحميد العلوجي على موقع أرشيف الشارخ.
- عبد الحميد العلوجي ودوره الوطني والثقافي - إبراهيم خليل العلاف - الحوار المتمدن - العدد: 2566 - 2009/2/23